# Cihambali
Cihambali is een bestuurslaag in het regentschap Lebak van de provincie Banten, Indonesië. Cihambali telt 2358 inwoners (volkstelling 2010).